# Маљевић
Маљевић је насеље у Србији у општини Мионица у Колубарском округу. Према попису из 2022. било је 287 становника.

## Историја
Први помен села је забележен у турском попису (тефтеру) за хиџретску 934. годину, тј. 1527/1528. годину по садашњем рачунању времена.

Транскрибован на модерни турски, са османске арабице, унос са 238. странице тефтера TD 144 је гласио овако:
Malevik karye, Valyeva nahiye - Село Маљевић, Нахија Ваљево

## Демографија
У насељу Маљевић живи 267 пунолетних становника, а просечна старост становништва износи 39,2 година (38,0 код мушкараца и 40,3 код жена). У насељу има 85 домаћинстава, а просечан број чланова по домаћинству је 4,01.
Ово насеље је великим делом насељено Србима (према попису из 2002. године), а у последња три пописа, примећен је пораст у броју становника.
|  |

| Демографија | Демографија | Демографија |
| Година      | Становника  | Становника  |
| ----------- | ----------- | ----------- |
| 1948.       | 307         |             |
| 1953.       | 318         |             |
| 1961.       | 317         |             |
| 1971.       | 295         |             |
| 1981.       | 304         |             |
| 1991.       | 321         | 321         |
| 2002.       | 341         | 344         |

| Етнички састав према попису из 2002.‍ | Етнички састав према попису из 2002.‍ | Етнички састав према попису из 2002.‍ | Етнички састав према попису из 2002.‍ | Етнички састав према попису из 2002.‍ |
| ------------------------------------ | ------------------------------------ | ------------------------------------ | ------------------------------------ | ------------------------------------ |
|                                      |                                      |                                      |                                      |                                      |
| Срби                                 | Срби                                 |                                      | 339                                  | 99,41%                               |
| Црногорци                            | Црногорци                            |                                      | 1                                    | 0,29%                                |
| непознато                            | непознато                            |                                      | 0                                    | 0,0%                                 |

| Година пописа     | 1948. | 1953. | 1961. | 1971. | 1981. | 1991. | 2002. |
| ----------------- | ----- | ----- | ----- | ----- | ----- | ----- | ----- |
| Број домаћинстава | 59    | 60    | 64    | 70    | 73    | 79    | 85    |

| Број чланова      | 1  | 2  | 3 | 4  | 5  | 6  | 7 | 8 | 9 | 10 и више | Просек |
| ----------------- | -- | -- | - | -- | -- | -- | - | - | - | --------- | ------ |
| Број домаћинстава | 13 | 14 | 7 | 21 | 10 | 11 | 3 | 0 | 3 | 3         | 4,01   |

| Пол    | Укупно | Неожењен/Неудата | Ожењен/Удата | Удовац/Удовица | Разведен/Разведена | Непознато |
| ------ | ------ | ---------------- | ------------ | -------------- | ------------------ | --------- |
| Мушки  | 137    | 26               | 84           | 10             | 3                  | 14        |
| Женски | 144    | 15               | 80           | 30             | 2                  | 17        |
| УКУПНО | 281    | 41               | 164          | 40             | 5                  | 31        |

| Пол    | Укупно                    | Пољопривреда, лов и шумарство | Рибарство                            | Вађење руде и камена | Прерађивачка индустрија       |
| ------ | ------------------------- | ----------------------------- | ------------------------------------ | -------------------- | ----------------------------- |
| Мушки  | 87                        | 50                            | 0                                    | 0                    | 17                            |
| Женски | 75                        | 48                            | 0                                    | 0                    | 12                            |
| УКУПНО | 162                       | 98                            | 0                                    | 0                    | 29                            |
| Пол    | Производња и снабдевање   | Грађевинарство                | Трговина                             | Хотели и ресторани   | Саобраћај, складиштење и везе |
| Мушки  | 0                         | 6                             | 4                                    | 0                    | 4                             |
| Женски | 1                         | 2                             | 4                                    | 1                    | 0                             |
| УКУПНО | 1                         | 8                             | 8                                    | 1                    | 4                             |
| Пол    | Финансијско посредовање   | Некретнине                    | Државна управа и одбрана             | Образовање           | Здравствени и социјални рад   |
| Мушки  | 0                         | 0                             | 2                                    | 0                    | 0                             |
| Женски | 1                         | 0                             | 2                                    | 2                    | 0                             |
| УКУПНО | 1                         | 0                             | 4                                    | 2                    | 0                             |
| Пол    | Остале услужне активности | Приватна домаћинства          | Екстериторијалне организације и тела | Непознато            | Непознато                     |
| Мушки  | 0                         | 0                             | 0                                    | 4                    | 4                             |
| Женски | 0                         | 0                             | 0                                    | 2                    | 2                             |
| УКУПНО | 0                         | 0                             | 0                                    | 6                    | 6                             |